# Konrad Gesner
Konrad Gesner (także Conrad Gessner, Conrad Geßner, Conrad von Gesner, Conradus Gesnerus) (ur. 26 marca 1516 w Zurychu, zmarł 13 grudnia 1565 tamże) – szwajcarski bibliograf, bibliofil, lekarz, pisarz, przyrodnik, filolog, lingwista, leksykograf, leksykolog, wydawca i komentator wielu dzieł starożytnych i współczesnych z różnych dziedzin wiedzy. Znawca bibliotek starożytnych, średniowiecznych i renesansowych. Wszechstronny encyklopedyczny umysł epoki renesansowego humanizmu. Pozostawił po sobie cenny dorobek naukowy.

## Życiorys
Gesner urodził się w wielodzietnej rodzinie skromnego garbarza i kuśnierza, choć pochodził ze znaczącego w Szwajcarii rodu Gesnerów. Wcześnie osierocony, wychowywany był przez swego wuja, który zaszczepił chłopcu zamiłowanie do książek i przyrody. Dzięki niewielkiemu stypendium mógł uczęszczać do miejscowej szkoły, w której m.in. nauczył się łaciny. Uczył się też w Bazylei i Strasburgu. Studiował medycynę w Paryżu i Montpellier. Do czasu uzyskania w 1541 r. tytułu doktora nauk medycznych uczył w szkołach w Zurychu i Lozannie. Ostatecznie w 1557 r. uzyskał stanowisko profesora historii naturalnej w szkole przy katedrze Grossmünster w Zurychu i został mianowany oficjalnym medykiem miejskim. Zwłaszcza dochody z tej ostatniej funkcji pozwoliły mu poświęcać więcej czasu na prowadzenie działalności naukowej, wydawniczej i bibliograficznej. Zmarł na dżumę, walcząc jako lekarz z jej epidemią w Zurychu.
W oparciu o jego dzieła, korespondencję i opinie jemu współczesnych można przedstawić sobie Gesnera jako człowieka uczciwego, usłużnego i towarzyskiego, obdarzonego miłą powierzchownością. Charakteryzował się wyjątkowo szeroką wiedzą, trzeźwością umysłu, cierpliwością w pracy i konsekwencją. Przy tym był wyjątkowo czuły na piękno przyrody, czego bezpośrednie dowody znajdziemy m.in. w jego listach. Posiadał dar obserwacji natury i wiele zdolności plastycznych, przydatnych w jego pracach przyrodniczych. Był poliglotą i typowym przykładem XVI-wiecznego humanisty, potrafiącego doskonale łączyć różne zainteresowania i odnosić sukcesy w wielu dziedzinach wiedzy.

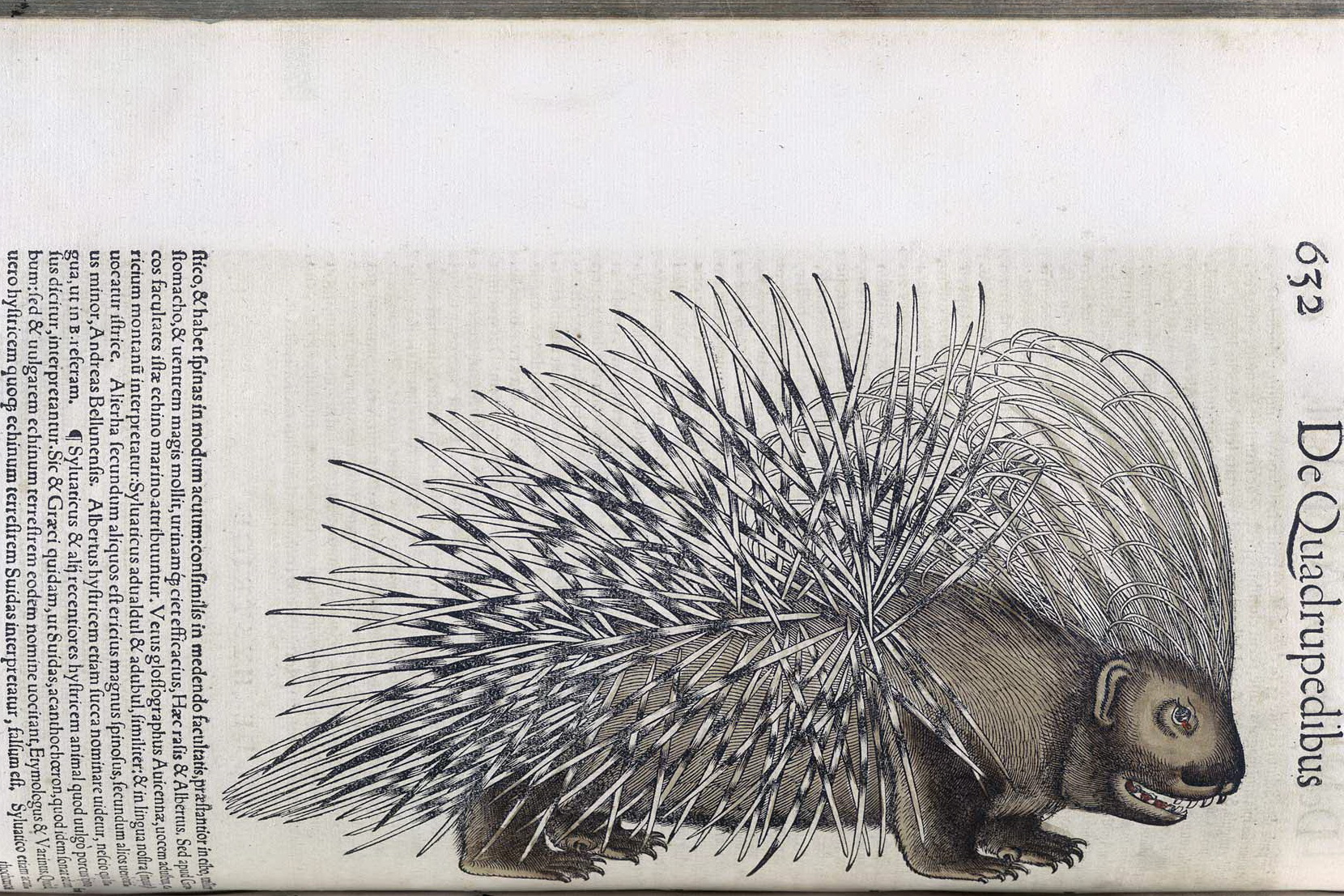
Jeżozwierz z Historiae animalium (Zürich, 1551)

Gesner miał charakter zarazem encyklopedysty i bibliografa, dążącego do systematyzowania, katalogowania i udostępniania aktualnego stanu wiedzy i dzieł, w których jest ona zawarta. Opracował Historia animalum (Historia zwierząt) – potężne dzieło w pięciu tomach in-folio, liczące 3500 stron i blisko 1000 ilustracji, opublikowane w latach 1551–1587 (ostatni tom wyszedł 22 lata po jego śmierci). Ze względu na to, że systematyka zwierząt była wówczas jeszcze słabo zaawansowana, poszczególne gatunki autor przedstawił w porządku alfabetycznym według ich nazw. Jego następcy uznali Historię za najbardziej znaczące dzieło z zakresu zoologii, jakie kiedykolwiek przedtem zostało stworzone. Przez ponad 200 lat stanowiło podstawowe źródło wiedzy na temat świata zwierząt. Z tego powodu Gesner nazywany bywał szwajcarskim Pliniuszem.

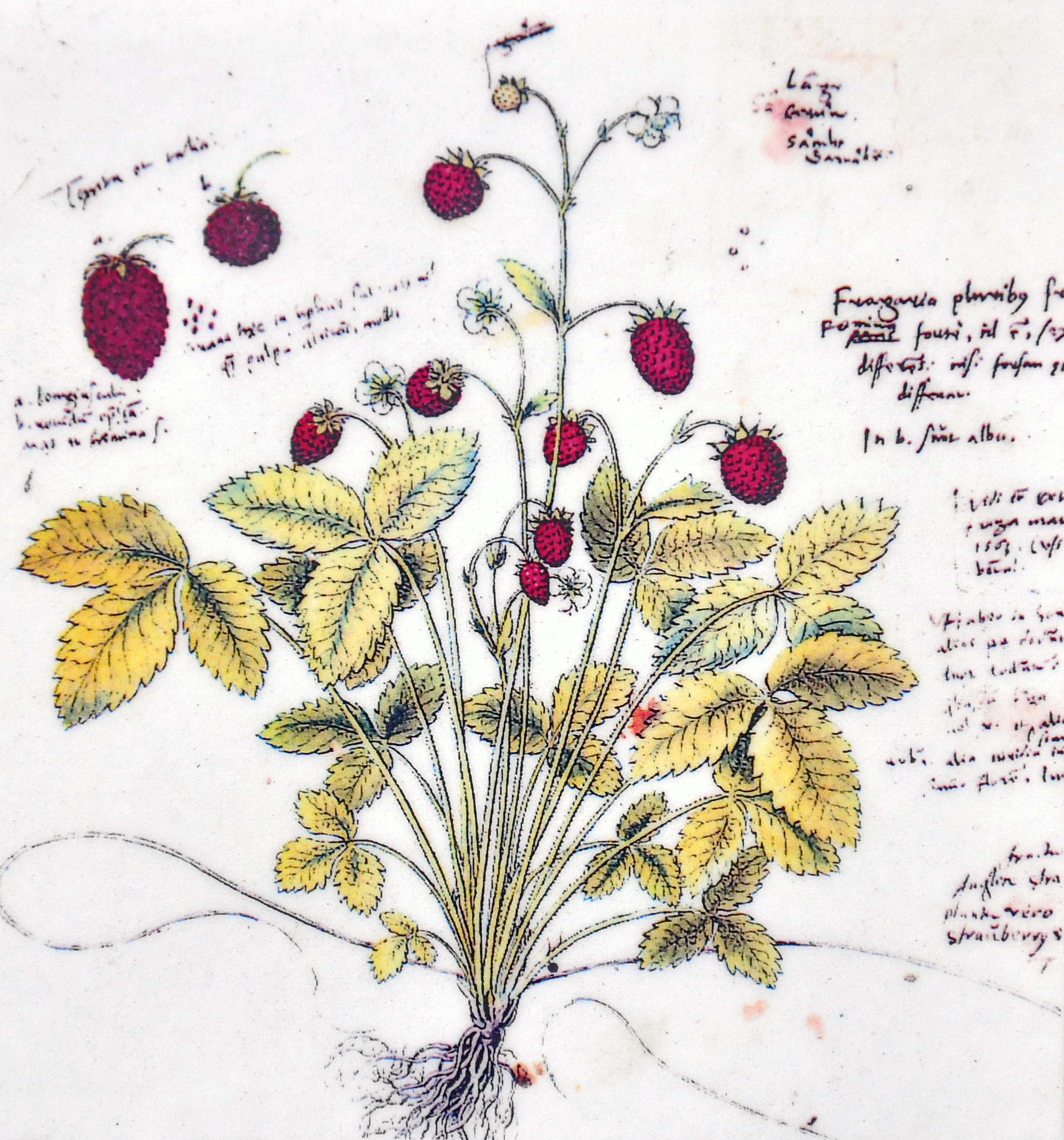
Poziomka pospolita w 'Conradi Gesneri Historia plantarum'

Zainteresowania botaniczne Gesnera wiązały się początkowo – jak u większości ówczesnych naturalistów – z zastosowaniami leczniczymi roślin. Wkrótce jednak z herbarzysty (czyli zielarza) przeistoczył się w botanika par excellence, a jego zainteresowania skierowały się na niedalekie Alpy. Podejmował wycieczki w góry, podczas których obserwował alpejską florę. W 1555 r. odbył z przyjaciółmi wycieczkę w masyw Pilatusa, górujący od zachodu nad Jeziorem Czterech Kantonów i z racji związanego z nim przesądu praktycznie nieodwiedzany. W wydanej później książce pt. Descriptio Montis Fracti opisał ponad 40 gatunków roślin alpejskich, zauważając jednocześnie zmienność zbiorowisk roślinnych wraz ze zmianą wysokości n.p.m., występowanie w górach pięter roślinnych oraz wpływ wysokości na skracanie okresu wegetacyjnego roślin.
W 1558 r. odbył wycieczki na Stockhorn i na Niesen w Berner Oberland, a w 1559 – na szczyt Calanda. Prowadził ożywioną korespondencję z szeregiem innych przyrodników, dostarczających mu obserwacji botanicznych z różnych rejonów Alp: Benedyktem Aretiusem z Berna, Johannem Fabriciusem Montanusem z Chur w Gryzonii, Fridolinem Brunnerem z Glarus i Kasprem Ambühlem z Sion. W 1561 r. opublikował nomenklatury roślin, zestawione przez Aretiusa i Montanusa, jako aneks do wydanego dzieła Valeriusa Cordusa. Działalność uczonego na polu nauk przyrodniczych inspirowała i mobilizowała do dalszych prac wielu innych autorów, z którymi Gesner utrzymywał ożywioną korespondencję, zwłaszcza Ulissesa Aldrovandiego. Stanowiła ona jeden z ważniejszych etapów w dziejach nowoczesnej nauki europejskiej. Hermann Boerhaave nazwał Gesnera geniuszem erudycji (monstrum eruditionis), a Joseph Pitton de Tournefort uznał go w ogóle za ojca nowożytnych nauk przyrodniczych.

## Bibliotheca Universalis
Gesner przez niektórych nazywany jest „ojcem bibliografii” lub „ojcem bibliografii uniwersalnej”. Po stu latach od wynalezienia druku opracował on pierwszą bibliografię uniwersalną pod tytułem Bibliotheca Universalis, która stała się jednym z jego największych osiągnięć. Bibliografia ta była zjawiskiem zupełnie nowym i niezmiernie doniosłym w piśmiennictwie światowym. Wydano ją w 1545 roku w Zurychu. Bibliotheca obejmuje dzieła wszystkich pisarzy, wszystkich narodowości, od początków znanego piśmiennictwa do dnia wydania. Zawiera około 15 000 pozycji (3000 autorów) ułożonych w porządku alfabetycznym według imion autorów. Dodatkowo zamieszony jest tam alfabetyczny indeks nazwisk i przydomków (cognomina). W latach 1548–1555 uzupełniona została 3 tomami.